# Nordamerikanische Fußballmeisterschaft
Die Nordamerikanische Fußballmeisterschaft ist ein Oberbegriff für vier Fußballturniere von Nationalmannschaften, die unter verschiedenen Auspizien 1947 und 1949 sowie 1990 und 1991 jeweils im Ligaformat ausgetragen wurden. Teilnehmer waren die USA und Mexiko sowie in den ersten beiden Jahren Kuba und in den 1990er Jahren Kanada. Mexiko gewann dreimal, Kanada 1990.
1947 und 1949 wurde die Veranstaltung durch die North American Football Confederation (NAFC) organisiert. 1947 wurden die USA, die ihre ersten Länderspiele seit einem Jahrzehnt austrugen, effektiv vom seinerzeitigen Spitzenverein Ponta Delgada SC aus Fall River in Massachusetts vertreten. Mexiko, hier trainiert vom ungarischen Star György „Jorge“ Orth, blieb in seinen 13 Länderspielen seit 1934 ohne Niederlage. Das Turnier von 1949 diente gleichzeitig als Qualifikation für die Fußball-Weltmeisterschaft 1950.
1990 und 1991, nach dem zwischenzeitlichen Zusammenschluss von NAFC und der Confederación Centroamericana y del Caribe de Fútbol (CCCF) 1962 zur CONCACAF, wurde die Nordamerikanische Meisterschaft kurzzeitig wiederbelebt. Es nahmen die nordamerikanischen Nationen der CONCACAF, nämlich Kanada, Mexiko und die USA, teil. Die USA bestritten das Turnier von 1990 mit ihrer B-Auswahl.

## Die Turniere im Überblick
| Jahr | Gastgeber             | Finalstände | Finalstände | Finalstände | Spiele |
| Jahr | Gastgeber             | Sieger      | 2. Platz    | 3. Platz    | Spiele |
| ---- | --------------------- | ----------- | ----------- | ----------- | --- |
| 1947 | Kuba (Havanna)        | Mexiko      | Kuba        | USA         | 13.07.1947: Mexiko – USA 6:0 13.07.1947: Kuba – Mexiko 1:3 20.07.1947: Kuba – USA 5:2                                                                                       |
| 1949 | Mexiko (Mexiko-Stadt) | Mexiko      | USA         | Kuba        | 04.09.1949: Mexiko – USA 6:0 11.09.1949: Mexiko – Kuba 2:0 14.09.1949: Kuba – USA 1:1 18.09.1949: Mexiko – USA 6:2 21.09.1949: USA – Kuba 5:2 25.09.1949: Mexiko – Kuba 3:0 |
| 1990 | Kanada                | Kanada      | Mexiko      | USA (B)     | 06.05.1990: Kanada – USA B 1:0 10.05.1990: Mexiko – USA B 1:0 13.05.1990: Kanada – Mexiko 2:1                                                                               |
| 1991 | USA (Los Angeles)     | Mexiko      | USA         | Kanada      | 12.03.1991: USA – Mexiko 2:2 14.03.1991: Mexiko – Kanada 3:0 16.03.1991: USA – Kanada 2:0                                                                                   |